# Attentat de Bishopsgate
L'attentat de Bishopsgate est un attentat au camion piégé mené par l'Armée républicaine irlandaise provisoire (IRA provisoire) le 24 avril 1993 dans une rue du district financier de la Cité de Londres, au Royaume-Uni. Avec une alerte téléphonique avant l'explosion, le drame ne fait qu'un mort — un photographe de presse — et 44 blessés. Les dégâts sont estimés à 350 millions de livres.
L'attentat se produit un peu plus d'une année après un attentat dans un bâtiment voisin, le Baltic Exchange (en), ce qui incite à la création de « l'anneau de fer », la Traffic and Environmental Zone (en).